# الخيس (شبوة)
الخيس هي إحدى قرى الجمهورية اليمنية. وهي تتبع جغرافيًا لمحافظة شبوة. وإداريًا لمديرية مرخة العليا. يبلغ تعداد سكانها 2214 نسمة حسب الإحصاء الذي جرى عام 2004.